# Очиток Макино
Очиток Макино (лат. Sedum makinoi) — вид многолетних суккулентных растений рода Очиток (Sedum) семейства Толстянковые (Crassulaceae), произрастающий на Юго-Востоке Китая (Аньхой, Чжэцзян), в Японии и Кореи.

## Описание
Многолетние растения с прямостоячими стеблями, которые достигают в высоту от 15 до 25 см. Листья супротивные, ложночерешковые; листовая пластинка от обратнояйцевидной до обратнояйцевидно-лопаточной, 1,7–2 см длиной, 0,6–0,8 см, в основании суженная, на вершине тупая. Цветки сидячие. Чашелистики линейно-лопатчатые, 2–3 × 0,7–0,8 мм. Лепестки желтые, ланцетные, 4,5 × 1,2 мм. Тычинок 10. Семена яйцевидные.

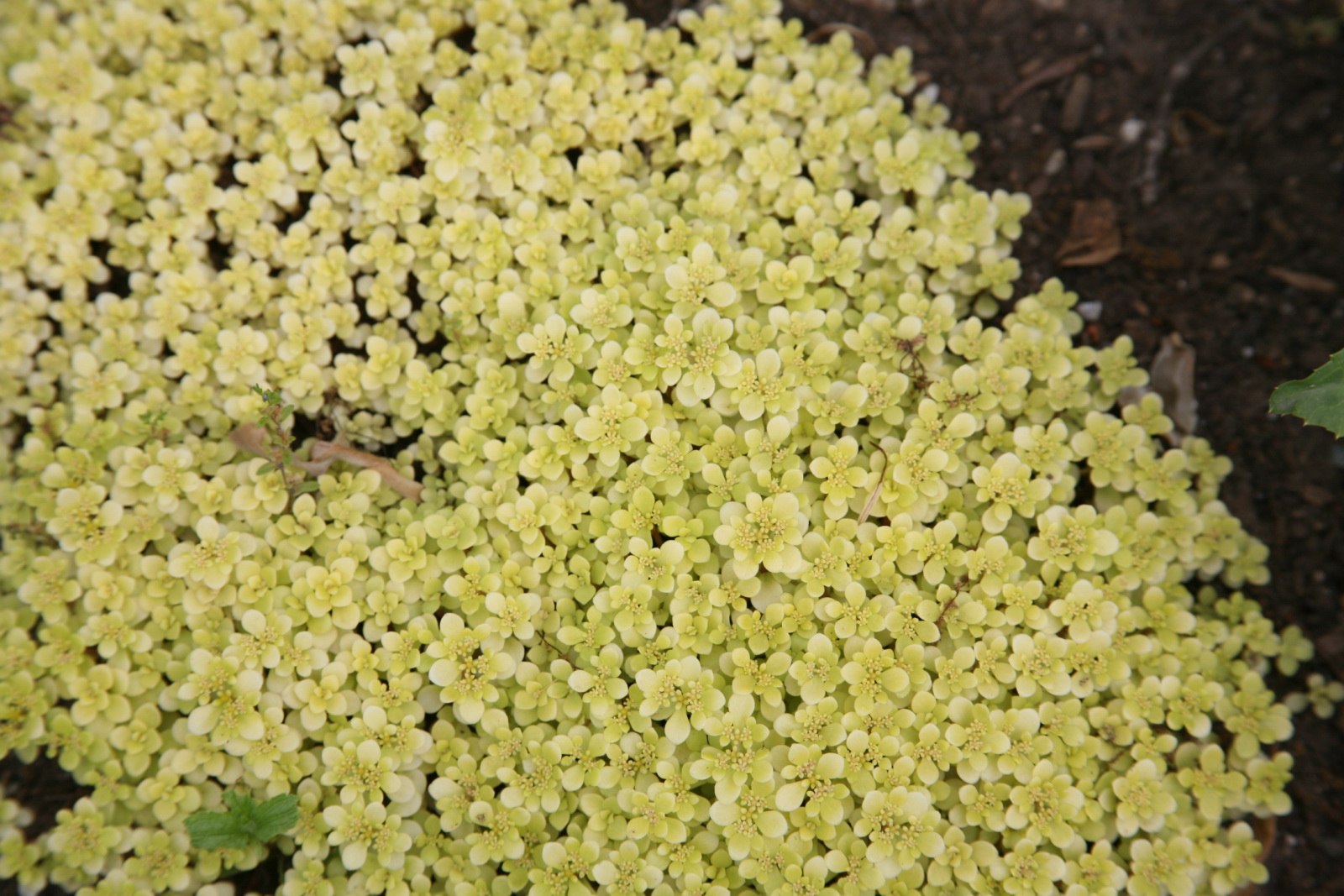
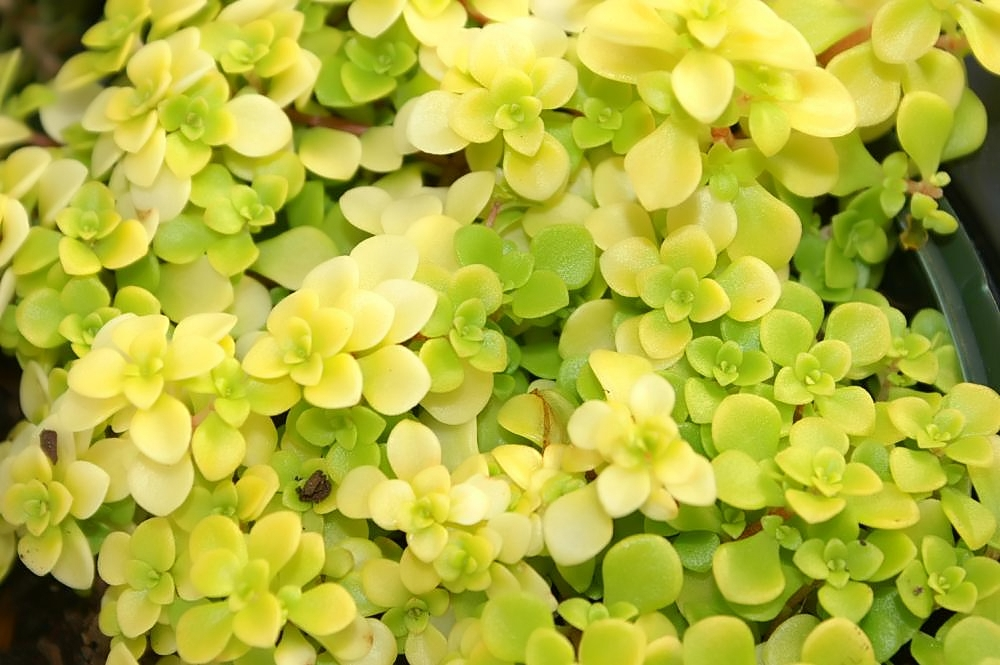
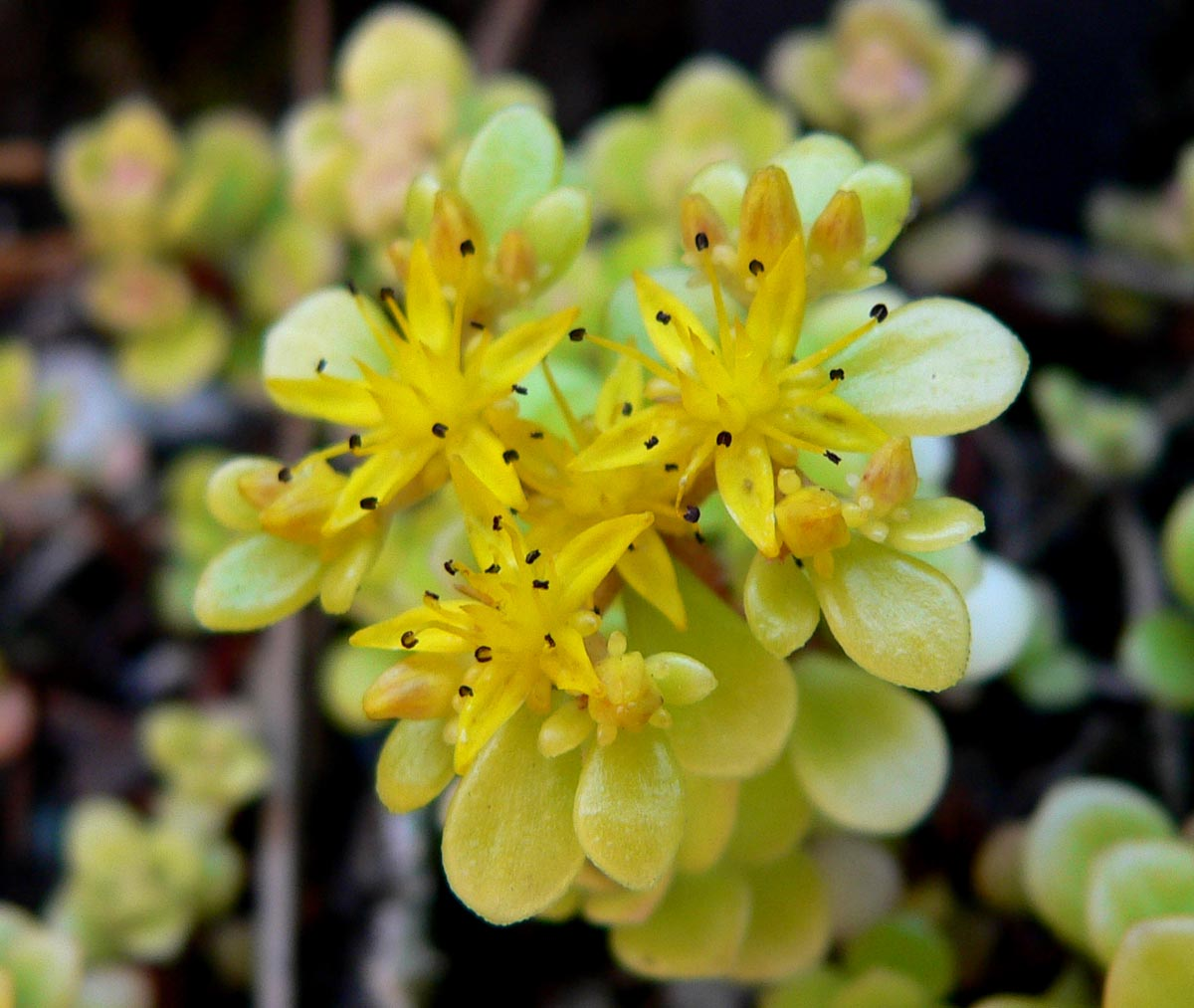

## Таксономия
Sedum makinoi Maxim., первое упоминание в Bull. Acad. Imp. Sci. Saint-Pétersbourg, sér. 3, 32: 487 (1888).

#### Синонимы
Гомотипные (основанные на одном и том же номенклатурном типе):
- Sedum alfredi var. makinoi (Maxim.) Fröd. (1931)

Гетеротипные (основанные на разных номенклатурных типах):
- Sedum makinoi f. albomarginatum Sugim. (1958)
- Sedum makinoi f. albovariegatum Sugim. (1958)
- Sedum obovatum (Franch. & Sav.) Makino (1914)
- Sedum subtile var. obovatum Franch. & Sav. (1873)